# Thermostrictive
مواد هوشمند ترموستریک (به انگلیسی :Thermostrictive ) دارای خواص ذاتی هستند که آنها را قادر می سازد تا با تغییر برگشت پذیر شکل و یا ابعاد خود به تغییرات دمای محیط واکنش نشان دهند. تغییرات دما ممکن است یک اثر غیرفعال داشته باشد که به وسیله آن ماده به طور مداوم حالت حرارتی داخلی خود را از طریق سطح خود با محیط طبیعی خود تنظیم می کند.
در زمینه معماری مواد هوشمند حرارتی زیر موجود است:
مواد انبساط حرارتی (TEM)/EXPANSION
مواد (EM)
ترموبیمتال ها (TB)
آلیاژهای حافظه دار (SMA)
1. ↑  Kump, H. J.; Chang, P. T. (1966-05). "Thermostrictive Recording on Permalloy Films". IBM Journal of Research and Development. 10 (3): 255–260. doi:10.1147/rd.103.0255. ISSN 0018-8646. {{cite journal}}: Check date values in: |date= (help)